# 滄浪詩話
《滄浪詩話》，宋代嚴羽著。
嚴羽稱此書乃“自家實證實悟”之作，批評了宋代江西诗派的“以文字为诗，以才学为诗，以议论为诗”，认为“本朝人尚理而病于意兴”，缺乏盛唐詩人“一唱三叹”的感染力。全書分為〈詩辨〉、〈詩體〉、〈詩法〉、〈詩評〉、〈詩證〉五部份，末附《答出继叔临安吴景仙书》，其中〈詩辨〉最为重要。《诗辨》中说：“盛唐诗人惟在兴趣，羚羊挂角，无迹可求。故其妙处透彻玲珑，不可凑泊，如空中之音，相中之色，水中之月，镜中之象，言有尽而意无穷。”是严羽论诗的核心。
《滄浪詩話》有強大的系統性與理論性，如“妙悟”、“氣象”、“興趣”等，作者說“盛唐諸人，惟在興趣；羚羊挂角，無跡可求。”為力矯時弊，《诗法》亦有諸多發明，例如稱“押韻不必有出處，用字不必拘來歷”，很明顯是針對江西诗派、四灵派而發。
《滄浪詩話》不同於儒家經典，並迴避《詩三百》，是佛教傳入的產物，“以禪喻詩”很明顯是受到臨濟宗的影響，臨濟宗大慧宗杲禪師好講“妙悟”。王运熙说严羽的“兴趣”说有三要素：一是抒情，所谓“诗者，吟咏情性也。”；二是要真实感受和具体形象；三是要含蓄和自然浑成。《福建文苑传》稱嚴氏論詩“扫除美刺，独任性灵”。清人馮班不同意嚴羽的說法，作《嚴氏糾繆》一卷加以反駁。錢謙益亦云：“嚴氏以禪喻詩，無知妄論。……不知臨濟、曹洞初無勝劣也。”郭紹虞也表示：“他雖以禪喻詩，然而對禪學並沒有弄清楚。…殊不知乘只有大小之別，聲聞辟支果即在小乘之中。”